# Silicio cristalino

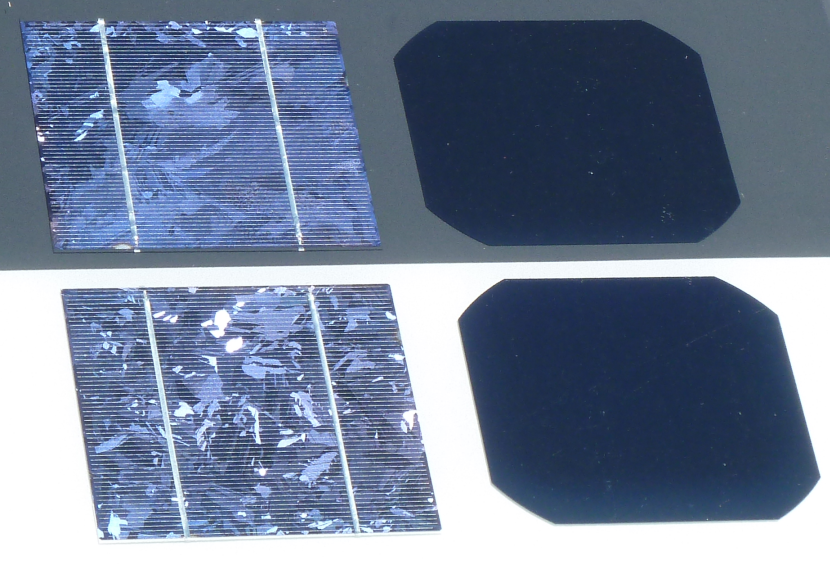
Las células solares de silicio cristalino están hechas de multi-Si (izquierda) o mono-Si (derecha)

El silicio cristalino (c-Si) es la forma cristalina del silicio, ya sea silicio policristalino (multi-Si) que consiste en pequeños cristales, o silicio monocristalino (mono-Si), un cristal continuo. El silicio cristalino es el material semiconductor dominante utilizado en la tecnología fotovoltaica para la producción de células solares. Estas células se ensamblan en módulos solares como parte de un sistema fotovoltaico para generar energía solar a partir de la luz solar.
En electrónica, el silicio cristalino es típicamente la forma monocristalina de silicio, y se utiliza para producir microchips. Este silicio contiene niveles de impurezas mucho más bajos que los requeridos para las células solares. La producción de silicio de grado semiconductor implica una purificación química para producir polisilicio hiperpuro seguido de un proceso de recristalización para desarrollar silicio monocristalino. Las bolas cilíndricas se cortan en obleas para su posterior procesamiento.
Las células solares hechas de silicio cristalino a menudo se llaman células solares convencionales, tradicionales o de primera generación, ya que se desarrollaron en la década de 1950 y siguieron siendo el tipo más común hasta la actualidad.  Debido a que se producen a partir de obleas solares de 160-190 μm de grosor -cantidades de granel de silicio de grado solar- a veces se llaman células solares basadas en obleas.
Las células solares hechas de c-Si son células de unión única y generalmente son más eficientes que sus tecnologías rivales, que son las células solares de película delgada de segunda generación, las más importantes son CdTe, CIGS y silicio amorfo (a-Si). El silicio amorfo es una variante alotrópica de silicio, y amorfo significa "sin forma" para describir su forma no cristalina.  

## Propiedades
Entre sus propiedades podemos señalar principalmente que es un semiconductor. El silicio cristalino es el material base de la industria microelectrónica y fotovoltaica. Tiene un aspecto metalizado y es de difícil dilución, ya que resiste la mayoría de los ácidos, aunque puede ser atacado por ácidos como el fluorhídrico, nítrico y combinaciones de ellos.
En cuanto a sus propiedades químicas el Si en su forma cristalina es un material muy duro,  con una dureza de 7. Alcanza su punto de fusión a los 1687 K (1413.85 °C) y el de ebullición a los 3173 K (2900 °C).
En cuanto a sus características ópticas transmite más del 95% de las longitudes de onda de la radiación infrarroja.

## Visión de conjunto

Participación global en el mercado en términos de producción anual por tecnología PV desde 1980

### Clasificación
Las formas alotrópicas de silicio van desde una única estructura cristalina a una estructura amorfa completamente desordenada con varias variedades intermedias. Además, cada una de estas formas diferentes puede tener varios nombres e incluso más abreviaturas, y a menudo causa confusión a los no expertos, especialmente porque algunos materiales y su aplicación como tecnología fotovoltaica tienen poca importancia, mientras que otros materiales son de una importancia excepcional.

#### Industria fotovoltaica
La industria fotovoltaica, sin embargo, los agrupa en dos categorías distintas:
- Silicio cristalino (c-Si), utilizado en células solares tradicionales, convencionales, basadas en obleas:
  - Silicio monocristalino (mono-Si)
  - Silicio multicristalino (multi-Si)
  - Cinta de silicio (cinta-Si), actualmente no tiene mercado [3]: 17,18
- No clasificado como silicio cristalino, utilizado en tecnologías de película delgada y otras células solares:
  - Silicio amorfo (a-Si)
  - Silicio nanocristalino (nc-Si)
  - Silicio policristalino (pc-Si)
  - Otros materiales que no sean de silicio, como CdTe, CIGS
  - Fotovoltaica emergente
  - Células solares de unión múltiple (MJ) comúnmente utilizadas para paneles solares en naves espaciales para energía solar basada en el espacio. También se utilizan en concentradores fotovoltaicos (CPV, HCPV), una tecnología emergente que es más adecuada para ubicaciones que reciben mucha luz solar.

#### Generaciones
Alternativamente, diferentes tipos de células solares y/o sus materiales semiconductores se pueden clasificar por generaciones:
- Las células solares de primera generación están hechas de silicio cristalino, también llamadas convencionales, células solares basadas en obleas e incluyen materiales semiconductores monocristalinos (mono-Si) y policristalinos (multi-Si).

- Los paneles o células solares de segunda generación se basan en tecnología de película delgada y tienen una importancia comercial significativa. Estos incluyen CdTe, CIGS y silicio amorfo.

- Las células solares de tercera generación a menudo se etiquetan como tecnologías emergentes con poca o ninguna importancia en el mercado e incluyen una amplia gama de sustancias, principalmente orgánicas, que a menudo usan compuestos organometálicos.

Podría decirse que las células fotovoltaicas de unión múltiple se pueden clasificar en ninguna de estas generaciones. Un semiconductor típico de triple unión está hecho de InGaP / (In) GaAs/Ge.

## Vinculación con la informática y la tecnología

### Microelectrónica
El silicio está presente en toda la tecnología, ya sea un teléfono inteligente o una computadora, un automóvil, un reloj inteligente ,en un televisor e incluso en el dispositivo donde estamos leyendo esto.
Sus usos son muy variados dentro del mundo  tecnológico y esto es porque sus características lo hacen completamente funcional y necesario para los procesos computacionales que suceden en cualquier sistema que necesite de un chip, ya sea uno sencillo como accionar un rotor o complejo que requiera mover instrucciones computacionales.
Los transistores por ejemplo están compuestos por materiales semiconductores como el silicio y germanio.  Por su parte, un semiconductor como el silicio permite que pase la electricidad mientras que actúa de aislante al mismo tiempo.
Luego de varios años se inventaron distintos tipos de transistores (de punto, de juntura y de campo), lo que permitió posteriormente, construir un circuito integrado (CI).
El circuito integrado o "chip" está conformado por varios tipos de transistores, otros elementos y circuitos ensamblados sobre una oblea de silicio.
Alrededor de los años ochenta comenzó, la integración en escala mayor  de sistemas de circuitos basados en transistores en circuitos integrados esto formó parte del desarrollo de tecnologías de semiconductores y comunicación. Los primeros circuitos integrados contenían sólo un transistor cada uno así, estos dejaron los tubos de vacío y, al reducir tanto su tamaño, permitieron su producción en masa
A medida que la tecnología de fabricación fue avanzando, se agregaron más transistores y, en consecuencia, más funciones fueron integradas en un mismo CI.

### Celdas solares
La primera celda solar de estado sólido de selenio fue descubierta en 1876. Después de muchos años, Charles Frits construyó el primer módulo de celdas de selenio.
Posteriormente Gerald Pearson, descubrió que el silicio especialmente tratado, puesto bajo la luz solar, producía más electricidad que el selenio. Este suceso dio como resultado, luego de un año de investigaciones y desarrollo, a la presentación de la primera celda solar capaz de producir suficiente electricidad  para utilizar algún equipamiento eléctrico. Por más de 35 años, las celdas solares han sido muy útiles como fuente de energía de satélites y diferentes vehículos espaciales.
La eficiencia de las celdas de Si para uso espacial se incrementó al correr de los años, teniendo actualmente, valores cercanos de hasta el 30% para algún tipo de tecnología fotovoltaica. El desarrollo de éstas y otros nuevos tipos de celdas para uso espacial, ha evolucionado, continúa y continuará buscando mejorar su eficiencia, confiabilidad y precio para dar mayores y mejores prestaciones en vehículos espaciales.

#### Celdas solares en Argentina
Argentina comenzó a insertarse en el campo de la energía solar en el año 1976, con el Grupo Energía Solar (GES), primeramente buscaban obtener conocimiento y dominio de las técnicas de conversión de energía solar en electricidad.
A principios de la década del ochenta se inició la búsqueda de información acerca del estado de desarrollo en el  área fotovoltaica a nivel mundial. En consecuencia, se comenzó a realizar actividades con base en la producción de obleas de silicio monocristalino para la elaboración de celdas, y la investigación y desarrollo de dispositivos fotovoltaicos.
En 1986 se montó un laboratorio para la producción de obleas de silicio para uso fotovoltaico y posteriormente la actividad comenzó a centrarse principalmente en el diseño, simulación, elaboración y caracterización de celdas solares de silicio cristalino.
En 1998 el Transbordador Espacial “Endeavour” lanzó el satélite argentino desarrollado por  la CONAE. La carga de dicho satélite estaba conformada por un conjunto de celdas solares de silicio monocristalino fabricadas en la CNEA. Lo que hizo esto ser el primer experimento de celdas solares argentinas en el espacio, fue dado por un acuerdo de colaboración entre ambas instituciones cuyo objetivo principal es la puesta a punto en el país de la tecnología de fabricación de paneles solares para usos espaciales.
En el ámbito terrestre, hoy en día en la Argentina, menos del 1% del total de la generación de electricidad que se consume se basa en energía renovable, incluyendo solar y eólica.
Una instalación fotovoltaica puede ser autónoma (se requiere un sistema de acumulación mediante baterías) o estar conectada a la red de distribución (no necesita batería, y en las horas nocturnas puede emplear la energía de la red). Hasta ahora, en la Argentina, estos sistemas de conexión a la red están reglamentados sólo en tres provincias: Santa Fe, Mendoza y Salta. Mientras el sistema conectado a la red no esté reglamentado, se puede disponer de un sistema autónomo, no conectado a la red, aunque estos son más costosos ya que se requiere el uso de baterías, además de un mayor mantenimiento.
Las celdas solares se fabrican con silicio puro al 99,99%, que necesita procedimientos químicos para obtener el silicio que puede funcionar como semiconductor. Se estima que un módulo fotovoltaico debe trabajar alrededor de un año, para producir la energía necesaria para su producción.
La energía solar sólo implica algún tipo de contaminación en el proceso de fabricación e instalación ya que durante la vida útil de los dispositivos fotovoltaicos, las emisiones son virtualmente inexistentes.
A pesar de que aún los costos son elevados, la energía solar hoy constituye una alternativa para ampliar la matriz energética del país, y se espera que en el futuro estos costos vayan disminuyendo.